# Nitrure de gallium-indium
Le Nitrure de gallium-indium (InGaN, InxGa1-xN) est un semi-conducteur III-V composé de nitrure de gallium (GaN) et de nitrure d'indium (InN).
C'est un composé à gap direct, dont la largeur de bande interdite peut varier théoriquement entre 0,67 et 3,4 eV, en fonction du ratio In/Ga. Ce ratio ne varie cependant en pratique qu'entre 0,02/0,98 et 0,3/0,7.

## Applications

### LED

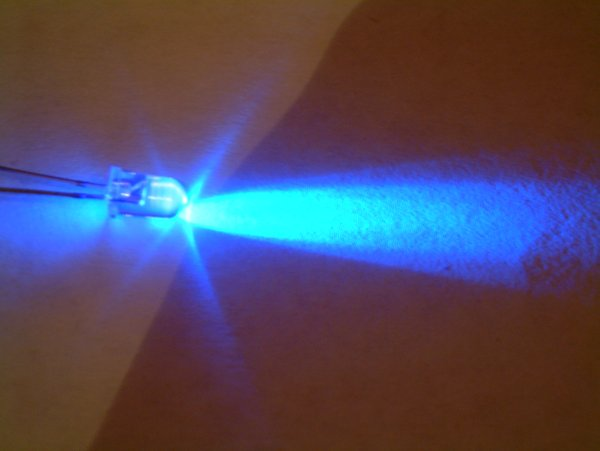
LED bleue en InGaN (380–405 nm)

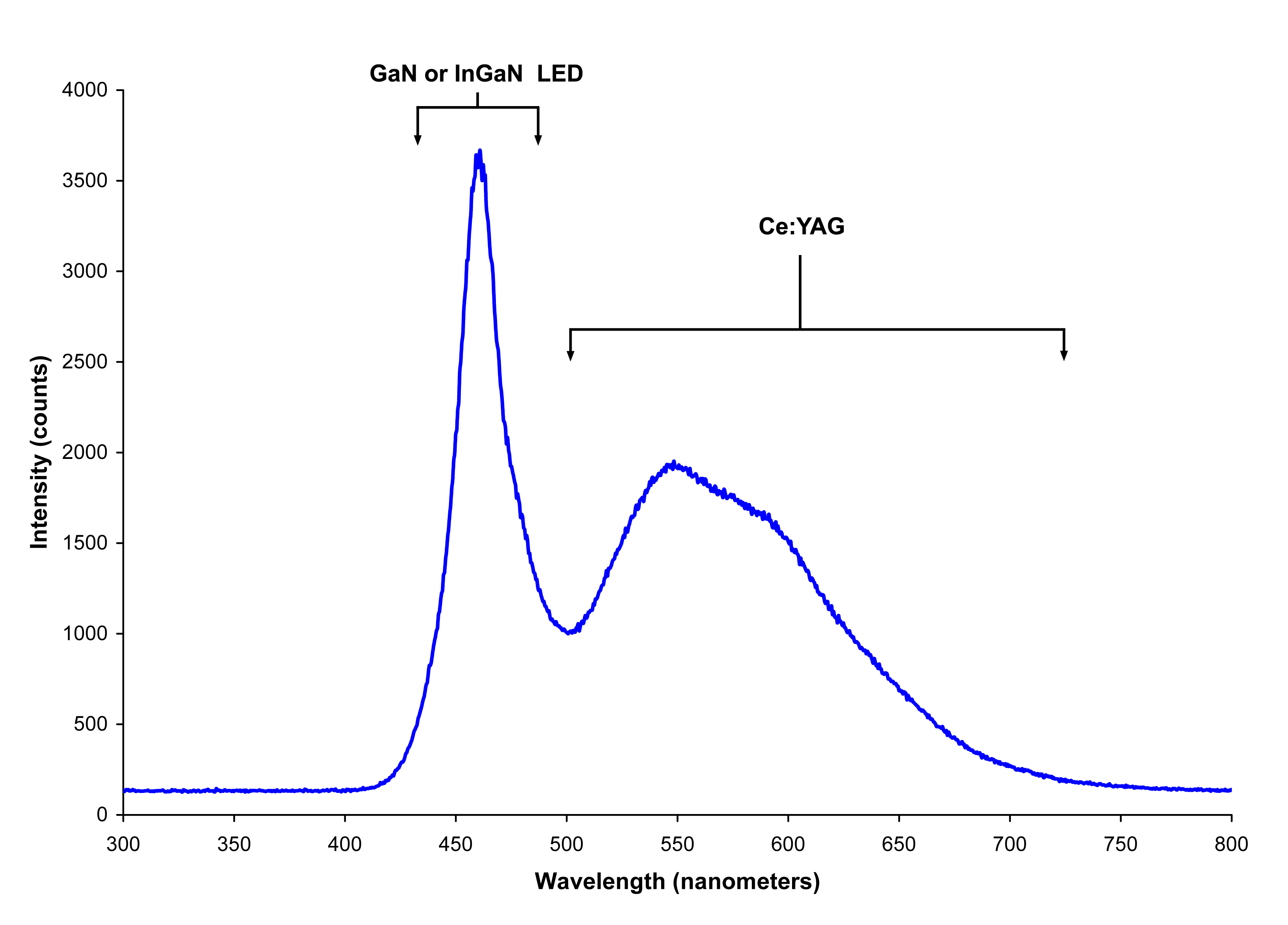
Spectre d'une LED en lumière blanche où une source bleue en GaN ou InGaN excite un phosphore Ce:YAG.

Le nitrure d'indium et de gallium est la couche émettrice de lumière dans les LED bleues et vertes modernes qui est souvent implantée sur une couche tampon de GaN sur un substrat transparent comme, par exemple, le saphir ou le carbure de silicium. Il a une capacité thermique élevée et sa sensibilité aux rayonnements ionisants est faible (comme les autres nitrures du groupe III), ce qui en fait également un matériau potentiellement approprié pour les dispositifs solaires photovoltaïques, en particulier pour les panneaux de satellites.
Il est théoriquement prédit que la décomposition spinodale du nitrure d’indium devrait se produire pour des compositions comprises entre 15 % et 85 %, conduisant à des régions ou des amas d'InGaN riches en In et riches en Ga. Cependant, seule une faible ségrégation de phase a été observée dans les études expérimentales de structure locale. D’autres résultats expérimentaux utilisant la cathodoluminescence et l'excitation par photoluminescence sur des puits multi-quantiques InGaN à faible teneur en In ont démontré qu'en fournissant les paramètres matériels corrects des alliages InGaN/GaN, les approches théoriques pour les systèmes AlGaN/GaN s'appliquent également aux nanostructures InGaN.
Le GaN est un matériau riche en défauts avec des densités de dislocation typiques supérieures à 108 cm−2. On s’attend à ce que l'émission de lumière provenant des couches d'InGaN cultivées sur des tampons de GaN utilisés dans les LED bleues et vertes soit atténuée en raison de la recombinaison non radiative sur ces défauts. Néanmoins, les puits quantiques en InGaN sont des émetteurs de lumière efficaces dans les diodes électroluminescentes vertes, bleues, blanches et ultraviolettes et les diodes laser,,. Les régions riches en indium ont une bande interdite inférieure à celle du matériau environnant et créent des régions d’énergie potentielle réduite pour les porteurs de charge. Les paires électron-trou y sont piégées et se recombinent avec émission de lumière, au lieu de se diffuser vers des défauts cristallins où la recombinaison n’est pas radiative. De plus, des simulations informatiques auto-cohérentes ont montré que la recombinaison radiative est concentrée là où les régions sont riches en indium.
La longueur d’onde émise, qui dépend de la bande interdite du matériau, peut être contrôlée par le rapport GaN/InN : proche ultraviolet pour 0,02 In/0,98 Ga, 390 nm pour 0,1 In/0,9 Ga, violet-bleu à 420 nm pour 0,2 In/0,8 Ga, bleu à 440 nm pour 0,3 In/0,7 Ga, rouge pour des rapports plus élevés, aussi que par l'épaisseur des couches d'InGaN qui sont généralement de l’ordre de 2 à 3 nm. Cependant, les résultats des simulations atomiques ont montré que les énergies d’émission dépendent peu des petites variations des dimensions des dispositifs. Des études basées sur la simulation de dispositifs ont montré qu’il pourrait être possible d’augmenter l’efficacité des LED InGaN/GaN en utilisant l'ingénierie de la bande interdite, en particulier pour les LED vertes. 

### Cellules photovoltaïques
La possibilité d’effectuer une ingénierie de bande interdite avec InGaN sur une plage qui fournit une bonne correspondance spectrale avec la lumière du soleil, rend l'InGaN adapté aux cellules photovoltaïques,. Il est possible de faire croître plusieurs couches avec des bandes interdites différentes, car le matériau est relativement insensible aux défauts introduits par un désaccord de réseau entre les couches. Une cellule multijonction à deux couches avec des bandes interdites de 1,1 eV et 1,7 eV peut atteindre une efficacité maximale théorique de 50 %, et en déposant plusieurs couches accordées sur une large plage de bande interdite, une efficacité allant jusqu’à 70 % est théoriquement attendue.
Une photoréponse significative a été obtenue à partir de dispositifs expérimentaux InGaN à jonction unique,. En plus de contrôler les propriétés optiques, ce qui entraîne une ingénierie de bande interdite, les performances des dispositifs photovoltaïques peuvent être améliorées en modifiant la microstructure du matériau pour augmenter la longueur du chemin optique et fournir un piégeage de la lumière. La croissance de nanocolonnes sur le dispositif peut en outre entraîner une interaction de résonance avec la lumière, et des nanocolonnes d’InGaN ont été déposées avec succès sur SiO2 à l’aide d’une évaporation améliorée par plasma. La croissance des nanotiges peut également être avantageuse dans la réduction des dislocations de marche qui peuvent agir comme des pièges à charge réduisant l’efficacité des cellules solaires.
L’épitaxie modulée par les métaux permet une croissance atomique contrôlée couche par couche de couches minces avec des caractéristiques presque idéales rendues possibles par la relaxation de la déformation au niveau de la première couche atomique. Les structures du réseau cristallin correspondent, ressemblant à un cristal parfait, avec la luminosité correspondante. Le cristal avait une teneur en indium allant de x ~ 0,22 à 0,67. L’amélioration significative de la qualité cristalline et des propriétés optiques a commencé à x ~ 0,6. Les films ont été fabriqués à ~400 °C pour faciliter l’incorporation de l’indium et avec une modulation des précurseurs pour améliorer la morphologie de surface et la diffusion de l’adlayer métallique. Ces résultats devraient contribuer au développement de techniques de croissance pour les semi-conducteurs nitrurés dans des conditions d'inadaptation élevée du réseau,.